# Lenarchus crassus
Lenarchus crassus là một loài Trichoptera trong họ Limnephilidae. Chúng phân bố ở miền Tân bắc.